# خانه نوبختی
خانه نوبختی مربوط به اواخر دوره قاجار - اوایل دوره پهلوی است و در کاشان، خیابان محتشم، کوی پاقپان، چاله امام، کوچه شهید شاهزاده ابراهیمی واقع شده و این اثر در تاریخ ۳ خرداد ۱۳۸۶ با شمارهٔ ثبت ۱۹۱۶۰ به‌عنوان یکی از آثار ملی ایران به ثبت رسیده است.